# Pulitzer-Preis/Beat Reporting
Der Pulitzer-Preis für Beat Reporting (Pulitzer Prize for Beat Reporting) wurde von 1991 bis 2006 vergeben. Von 1985 bis 1990 hieß die Kategorie Pulitzer Prize for Specialized Reporting. Seit 2007 wurde dieser Preis zugunsten des Pulitzer-Preises für Lokale Berichterstattung (Pulitzer Prize for Local Reporting) nicht mehr vergeben. 

## Pulitzer-Preis für Beat Reporting
- 2006: Dana Priest, Washington Post
- 2005: Amy Dockser Marcus, The Wall Street Journal
- 2004: Daniel Golden, The Wall Street Journal
- 2003: Diana K. Sugg, The Baltimore Sun
- 2002: Gretchen Morgenson, The New York Times
- 2001: David Cay Johnston, The New York Times
- 2000: George Dohrmann, Saint Paul Pioneer Press
- 1999: Chuck Philips and Michael A. Hiltzik, Los Angeles Times
- 1998: Linda Greenhouse, The New York Times
- 1997: Byron Acohido, The Seattle Times
- 1996: Bob Keeler, Newsday
- 1995: David Shribman, Boston Globe
- 1994: Eric Freedman and Jim Mitzelfeld, Detroit News
- 1993: Paul Ingrassia and Joseph B. White, The Wall Street Journal
- 1992: Deborah Blum, The Sacramento Bee
- 1991: Natalie Angier, The New York Times

## Pulitzer-Preis für spezialisierte Reportagen (Specialized Reporting)
- 1990: Tamar Stieber of Albuquerque Journal
- 1989: Edward Humes of The Orange County Register
- 1988: Walt Bogdanich of The Wall Street Journal
- 1987: Alex S. Jones of The New York Times
- 1986: Andrew Schneider and Mary Pat Flaherty of Pittsburgh Press
- 1985: Randall Savage and Jackie Crosby of the Macon Telegraph and News